# Helt Halvdan
Helt Halvdan är ett musikalbum med Halvdan Sivertsen. Albumet spelades in den 2 och 3 augusti i Bodø Kulturhus, både med och utan publik. Redigering gjordes senare innan albumet utgavs av skivbolaget Nordaførr AS 1996.

## Låtlista
1. "Aldri så nær som da" – 3:56
2. "Høre tell på jorda" – 3:52
3. "Maja" – 3:27
4. "Pus har løpetid" – 3:40
5. "Messias mot Messias" – 4:11
6. "Savne dæ" – 4:27
7. "Det finnes ei..." – 2:53
8. "Klokka har ringt" – 3:12
9. "Himmel'n e havet" – 4:35
10. "Står han av" – 3:24
11. "Ser etter ho" – 3:44
12. "100.000 tommeltotta" – 8:45

- Alla låtar skrivna av Halvdan Sivertsen.

## Medverkande
Musiker
- Halvdan Sivertsen – sång, gitarr
- Børge Petersen-Øverleir – gitarr, bakgrundssång
- Olaf Kamfjord – kontrabas
- Bjørn Andor Drage – piano, orgel, arrangement, dirigent
- Rune Mathisen – trummor, percussion

Produktion
- Halvdan Sivertsen – musikproducent
- Svein Gundersen – musikproducent
- Ingar Helgesen – ljudtekniker
- Dag Thorenfeldt – foto